# 上田温泉電軌1号形電車
上田温泉電軌1号形電車（うえだおんせんでんき1ごうがたでんしゃ）は、上田交通の前身事業者の一つである上田温泉電軌が、1921年（大正10年）の開業に際して導入した4輪電動客車（電車）である。
本項では翌年に上田温泉電軌が導入した4輪付随客車16 - 19号についても記述する。

## 概要
上田市と別所温泉・沓掛温泉・田沢温泉の千曲川西岸地区の温泉地を結ぶために設立された上田温泉電軌は、1921年（大正10年）の開業に際して、4輪電動客車1 - 11号を導入した。
このうち1 - 9号は東急玉川線を建設・営業した玉川電気鉄道から玉川電気鉄道1067mm4輪単車車両を譲り受けたものとされる。玉川電気鉄道では前年に軌間を1,067ｍｍから1,372mmに変更し1,372mm軌間用の客車を新たに購入したため、1,067ｍｍ軌間用の客車は余剰となっていた。
10・11号は駿遠電気（現・静岡鉄道）から譲り受けた車両とされるが、和久田康雄は駿遠電気が玉川電気鉄道から譲り受けた車両を上田温泉電軌が譲り受けたものと推定している。
上田温泉電軌は開業翌年の1922年（大正11年）には名古屋電車製作所から電動客車12 - 15号を購入した。これに続いて、玉川電気鉄道から1,067ｍｍ軌間用の4輪付随客車を譲り受け16 - 19号として導入した。付随客車16 - 19号は電動客車1 - 11号の定員40人に対して、定員30人であった。
玉川電気鉄道が保有した1,067ｍｍ軌間用の付随客車は定員30人の車両4両と定員40人の車両3両の二種類が存在した。前者は1913年（大正2年）にのちの都電杉並線を建設・営業した西武軌道から玉川電気鉄道が譲り受けた車両で、後者はその1916年（大正5年）に玉川電気鉄道が天野工場から購入した車両である。
西武軌道は1921年（大正10年）に初めての開業区間である淀橋 - 荻窪を開業させた会社であるが、当初は蒸気運転を計画していた。1910年（明治43年）1月に敷設工事を開始し、同年9月の第2回払込を受け車両を購入した。ところが、資金に窮したため1912年（大正元年）12月に許可を受けた上で一度敷設したレールを売却したほか、客車7両および機関車1両についても売却し、保有車両は貨車10両のみとなっていた。
上田温泉電軌が導入した電動客車1 - 11号および付随客車16 - 19号はいずれも路面電車然としたオープンデッキ構造を採用する木造車体を備える4輪単車で、付随客車は電動客車と比較して車体が小さく、前述の通り車両定員も電動客車の40人に対して付随客車は30人と異なり、側面窓も付随客車が8枚であるのに対して付随客車は7枚である。

## 運用
付随客車は1929年（昭和4年）に廃車となり、一部の車体は倉庫代用として転用された。
電動客車についても1932年（昭和7年）から廃車が始まり、1932年（昭和7年）に1・3・4号、1936年（昭和11年）に5・6・10号、1938年（昭和13年）に7号と次々と廃車になった。また、9号は1938年（昭和13年）に電動貨車に改造された。この電動貨車は1939年（昭和14年）3月に別所線および西丸子線が鉄道線となった後はデワ1形1号と称された。
そのままの形で残ったのは2・8・11号であったが、2号は廃車となった7号の車体に載せ換えられた。これら3両が依田窪線（後の西丸子線）用に投入された。2号で不要となった車体は本原駅に送られ、1972年2月19日の真田傍陽線廃線まで倉庫として使用されていたという。
上田温泉電軌は1939年に上田電鉄（初代）と社名を改め、さらに1943年に戦時統合による丸子鉄道との対等合併に伴い上田丸子電鉄が設立されたが、2・8・11号は継続して依田窪線において運用された。ただし11号が1944年に廃車されたことから、終戦時に残存していた車両は2・8号の2両のみであった。この結果「四十雀（始終空）電車」と揶揄されたほどの閑散路線である西丸子線であっても車両不足をきたし、1949年にデワ1を電動車に再改造し、デ1と改番した。
1950年の一斉改番に際してデ1・2・8の3両はモハ1110形1111 - 1113と改称・改番された。新たな車両番号はデ1がモハ1111、2号がモハ1112、8号がモハ1113となった。
モハ1112・1113は玉電時代の路面電車の面影を残すオープンデッキ構造のままで、窓配置はo10oであった。モハ1111は一旦電動貨車に改造されていたためか客用扉付の密閉構造に改造されており、窓配置は1d6d1であった。3両とも1948年にパンタグラフ集電に改良したが、元の外見に比べ不釣合いに見えるものであった。
引き続き西丸子線で使用されていたが、1955年に丸子線からボギー車のモハ3210形・モハ3120形が転属されると予備車となり、1957年にモハ1112・1113は廃車となった。モハ1111はモハ1110形の中で唯一自動連結器を装着していたことから保線工事用車両として転用されたのち1961年に廃車され車体は上田原車庫で倉庫となり上田温泉電軌が開業に際して導入した電車は全廃となった。